# انجمن‌های حیات وحش
انجمن سلطنتی صندوق‌های حیات وحش (به انگلیسی: The Wildlife Trusts) که نام تجاری آن انجمن سلطنتی صندوق‌های حیات وحش است، سازمانی متشکل از ۴۶ صندوق حیات وحش محلی در بریتانیا، جزیره من و آلدرنی است. سازمان‌های حفاظت از حیات وحش، در مجموع، از بیش از ۲۶۰۰ منطقه حفاظت‌شده طبیعی مراقبت می‌کنند که مساحتی حدود ۹۸٬۵۰۰ هکتار (۲۴۳٬۰۰۰ جریب فرنگی) پوشش می‌دهد. تا تاریخ ۲۰۲۴، این تراست‌ها در مجموع بیش از ۹۴۴۰۰۰ عضو دارند.
انجمن سلطنتی صندوق‌های حیات وحش (RSWT) یک مؤسسه خیریه مستقل است، که اعضای آن از ۴۶ صندوق خیریه مجزا تشکیل شده است. این سازمان به عنوان یک گروه حمایتی برای صندوق‌های حیات وحش عمل می‌کند و همچنین یک واحد کمک‌های مالی جداگانه را اداره می‌کند که تعدادی از صندوق‌ها را مدیریت می‌کند.
پادشاه چارلز سوم به عنوان حامی صندوق‌های حیات وحش خدمت می‌کند. دیوید بلامی به مدت ده سال، بین سال‌های ۱۹۹۵ تا ۲۰۰۵، رئیس بنیاد حیات وحش بود، و پس از او، اوبری منینگ جانشین او شد. سر دیوید اتنبورو، سایمون کینگ و تونی جونیپر همگی روسای بازنشسته هستند. استفانی هیلبورن به مدت ۱۵ سال مدیر اجرایی بود و در اکتبر ۲۰۱۹ از سمت خود کناره‌گیری کرد. کریگ بنت از ۶ آوریل ۲۰۲۰ مدیرعامل شد.

## فعالیت‌ها
انجمن‌های حیات وحش، سازمان‌های محلی با اندازه، تاریخ و خاستگاه‌های متفاوت هستند و می‌توانند از نظر اساسنامه، فعالیت‌ها و عضویت بسیار متفاوت باشند. با این حال، همه صندوق‌های حیات وحش علاقه مشترکی به حیات وحش و تنوع زیستی دارند که ریشه در سنت عملی مدیریت و حفاظت از زمین دارد. تقریباً همه سازمان‌های حفاظت از حیات وحش، مالکان زمین‌های قابل توجهی هستند و ذخایر طبیعی زیادی دارند. آنها در مجموع سومین زمین‌داران بزرگ داوطلبانه در بریتانیا هستند. آنها اغلب فعالیت‌های آموزشی گسترده‌ای دارند و برنامه‌هایی برای رویدادهای عمومی و آموزش ارائه می‌دهند. صندوق‌های حیات وحش به صورت مرکزی و محلی نیز با مشارکت در امور برنامه‌ریزی و با کمپین‌های ملی از طریق انجمن سلطنتی صندوق‌های حیات وحش، برای حفاظت بهتر از میراث طبیعی بریتانیا لابی می‌کنند. این تراست‌ها برای بسیاری از فعالیت‌های خود به شدت به نیروی کار داوطلبانه متکی هستند، اما با این وجود تعداد قابل توجهی از کارکنان را در مدیریت و آموزش روستاها استخدام می‌کنند. به لطف فعالیت‌هایشان در زمینه ارتقای رشد شخصی و اجتماعی جوانان، بنیاد حیات وحش عضو شورای ملی خدمات داوطلبانه جوانان (NCVYS) است.
صندوق‌های حیات وحش، طرح معیار تنوع زیستی ارائه می‌دهند که از طریق آن می‌توان شرکت‌ها را به دلیل سهمشان در تنوع زیستی ارزیابی و به رسمیت شناخت. این ارزیابی، عملکرد سازمان را تحت عناوین «تعهد، برنامه‌ریزی، اجرا و نظارت و بررسی» پوشش می‌دهد.
بنیادهای حیات وحش یکی از شرکای گروه راهبری «محله‌های سبز» هستند، یک طرح مشارکتی که با مالکان مسکن اجتماعی و انجمن‌های مسکن همکاری می‌کند تا اهمیت فضای باز و سبز در مسکن اجتماعی را برجسته کرده و کیفیت کلی طراحی و مدیریت آن را افزایش دهد.
کاترین براون، نشان امپراتوری بریتانیا (OBE)، در ژانویه ۲۰۲۲ به عنوان اولین مدیر اقدامات اقلیمی این مؤسسه خیریه منصوب شد

## تاریخچه

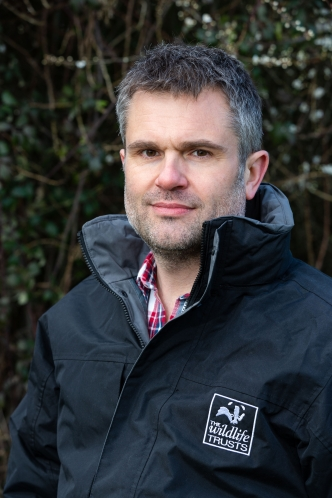
کریگ بنت، مدیر ارشد اجرایی، ۲۰۲۰

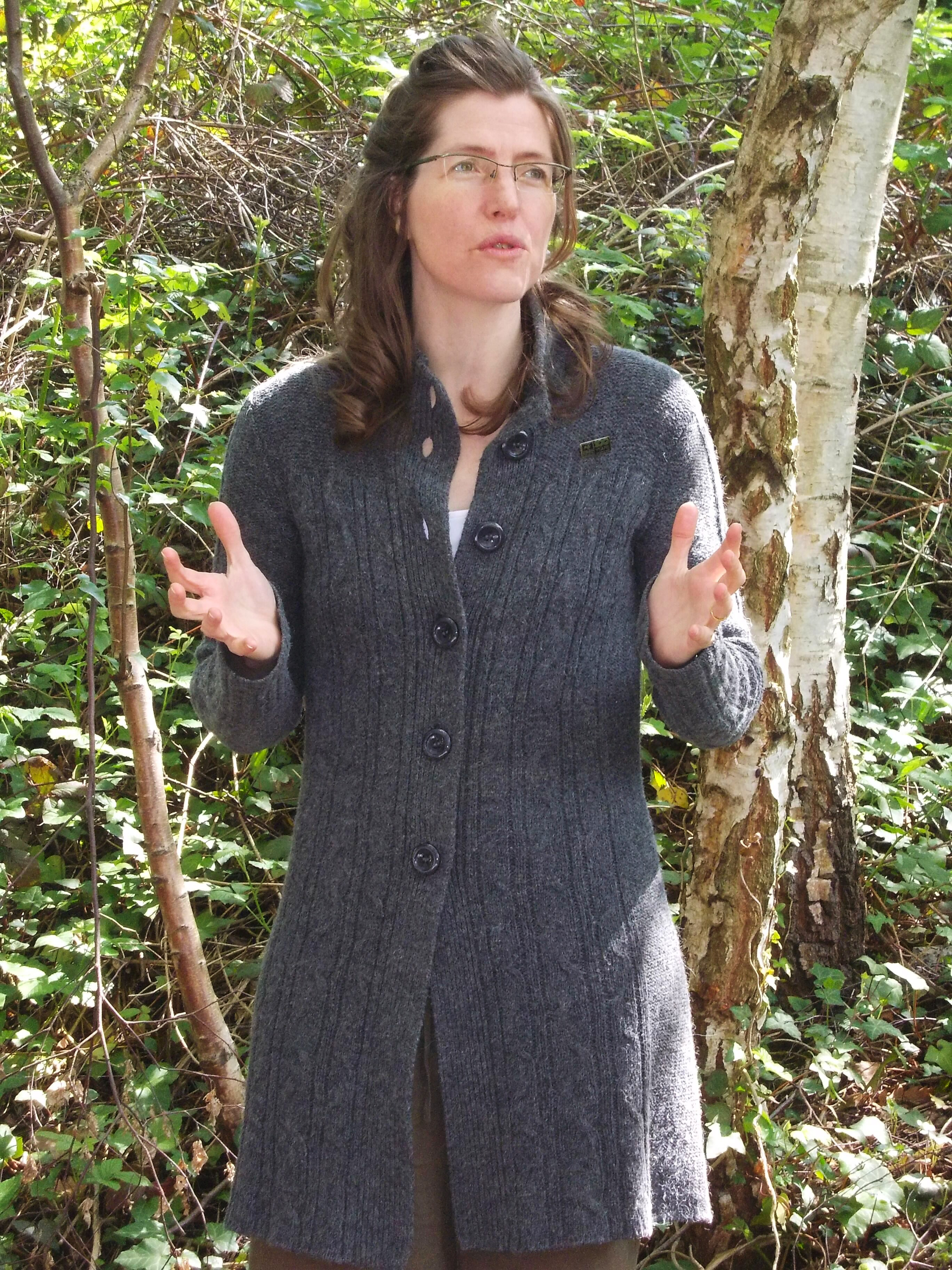
استفانی هیلبورن، مدیر عامل سابق، در حال جشن گرفتن صدمین سالگرد تأسیس صندوق‌های حیات وحش در منطقه حفاظت‌شده محلی گانرزبری تری‌انگل، ۲۰۱۲

جنبش امروزی «تراست حیات وحش» در ابتدا با نام «انجمن ارتقای ذخایر طبیعی» (SPNR) آغاز شد که توسط چارلز روچیلد در سال ۱۹۱۲ تأسیس شد. هدف اولیه این سازمان تهیه فهرستی از بهترین مکان‌های حیات وحش کشور با هدف خرید برای حفاظت به عنوان ذخایر طبیعی بود و تا سال ۱۹۱۵ فهرستی از ۲۸۴ مکان (از جمله جزایر فارن و نورفولک برادز) تهیه کرد که به عنوان ذخایر روتشیلد شناخته می‌شوند. در سال‌های اولیه، عضویت معمولاً از متخصصان علوم طبیعی تشکیل می‌شد و رشد آن نسبتاً کند بود. اولین انجمن مستقل در سال ۱۹۲۶ در نورفولک با نام انجمن طبیعت‌گرایان نورفولک تشکیل شد و پس از آن در سال ۱۹۳۸ انجمن حفاظت از پرندگان پمبروک‌شایر تأسیس شد که پس از چندین تغییر نام، اکنون انجمن حیات وحش جنوب و غرب ولز نام دارد و تا دهه‌های ۱۹۴۰ و ۱۹۵۰ هیچ انجمن طبیعت‌گرایان دیگری در یورک‌شر (۱۹۴۶)، لینکلن‌شر (۱۹۴۸)، لسترشر (۱۹۵۶) و کمبریج‌شر (۱۹۵۶) تشکیل نشد. این تراست‌های اولیه تمایل داشتند بر خرید زمین برای ایجاد ذخیره‌گاه طبیعی در مناطق جغرافیایی که در آن خدمت می‌کردند، تمرکز کنند.
با افزایش تعداد اتحادیه‌ها، SPNR در سال ۱۹۵۷ بحث در مورد امکان تشکیل فدراسیون ملی اتحادیه‌های طبیعت‌گرایان را آغاز کرد. انجمن طبیعت‌گرایان کنت در سال ۱۹۵۸ تأسیس شد و SPNR در تشویق به تشکیل آن نقش فعالی داشت. در سال بعد، SPNR کمیته طبیعت‌گرایان شهرستان را تأسیس کرد که اولین کنفرانس ملی انجمن‌های طبیعت‌گرایان را در سال ۱۹۶۰ در اسکگنس برگزار کرد. تا سال ۱۹۶۴، تعداد این صندوق‌ها به ۳۶ مورد افزایش یافت و انجمن ارتقای ذخایر طبیعی نام خود را به انجمن ارتقای حفاظت از طبیعت تغییر داد. با توجه به اهمیت روزافزون این جنبش، نام آن در سال ۱۹۸۱ به انجمن سلطنتی حفاظت از طبیعت تغییر یافت.
این جنبش در طول دهه ۱۹۷۰ به توسعه خود ادامه داد و تا اوایل دهه ۱۹۸۰، بیشتر تراست‌های امروزی تأسیس شده بودند. در سال ۱۹۸۰، اولین صندوق حمایت از حیات وحش شهری (که اکنون صندوق حمایت از حیات وحش بیرمنگام و بلک کانتری نام دارد) در شهرستان میدلندز غربی تأسیس شد، و به سرعت توسط صندوق‌های دیگری در لندن، بریستول و شفیلد دنبال شد. این نقطه عطفی برای جنبشی بود که تمرکز خود را بر حیات وحش و مردم تقویت کرد. در این دوره بود که برخی از انجمن‌های حفاظت از طبیعت نام خود را از انجمن‌های طبیعت‌گرایان به انجمن‌های حفاظت از طبیعت تغییر دادند. در سال ۲۰۰۲ این گروه نام خود را به انجمن سلطنتی صندوق‌های حیات وحش تغییر داد. لوگوی گورکن توسط این جنبش برای ایجاد هویت مشترک خود برگزیده شد. همچنین در سال ۲۰۰۲، جدیدترین انجمن حمایت از حیات وحش در آلدرنی تشکیل شد.
با افزایش تعداد تراست‌ها، تعداد اعضای ترکیبی آنها نیز افزایش یافت و از ۳۰۰۰ نفر در سال ۱۹۶۰ به ۲۱۰۰۰ نفر در سال ۱۹۶۵ رسید. تعداد اعضا در سال ۱۹۷۵ از ۱۰۰۰۰۰ نفر گذشت و در آن سال، «نگهبان حیات وحش» به عنوان یک باشگاه طبیعت‌گردی کودکان راه‌اندازی شد. در اواخر دهه ۱۹۸۰، تعداد اعضا به ۲۰۰۰۰۰ نفر رسید، در سال ۱۹۹۵ به ۲۶۰۰۰۰ نفر و تا سال ۲۰۰۴ به بیش از ۵۰۰۰۰۰ نفر افزایش یافت. تعداد اعضای کل در سال ۲۰۰۷ به ۶۷۰٬۰۰۰ نفر رسید که ۱۰۸٬۰۰۰ نفر از آنها متعلق به شاخه جوانان سازمان دیده‌بان حیات وحش بودند.

## فهرست موسسات حمایت از حیات وحش
- سازمان حفاظت از حیات وحش آلدرنی
- سازمان خیریه حیات وحش آون
- صندوق حیات وحش برکشایر، باکینگهام‌شر و آکسفوردشایر
- سازمان حفاظت از حیات وحش چشایر
- سازمان حفاظت از حیات وحش کورنوال
- سازمان حفاظت از حیات وحش کامبریا